# ايبرهارد فون براوخيتش
ايبرهارد فون براوخيتش (بالألمانية: Eberhard von Brauchitsch)‏ (و. 1926 – 2010 م) هو شخصية أعمال، ومحامي ألماني، ولد في برلين، توفي في زيورخ، عن عمر يناهز 84 عاماً.

## التعليم
تعلم في كلية لندن للاقتصاد، وتعلم في جامعة ماينتس، وتعلم في جامعة أمستردام
.

## جوائز
حصل على جوائز منها:
- وسام الاستحقاق البافاري
- نيشان استحقاق صليب الضباط لجمهورية ألمانيا الاتحادية
- نيشان استحقاق صليب الضباط لجمهورية ألمانيا الاتحادية

## روابط خارجية
- ايبرهارد فون براوخيتش على موقع مونزينجر (الألمانية)